# Mastigolejeunea integrifolia
Mastigolejeunea integrifolia là một loài Rêu trong họ Lejeuneaceae. Loài này được (Stephani) Verd. mô tả khoa học đầu tiên năm 1934.